# توقيت سريلانكا

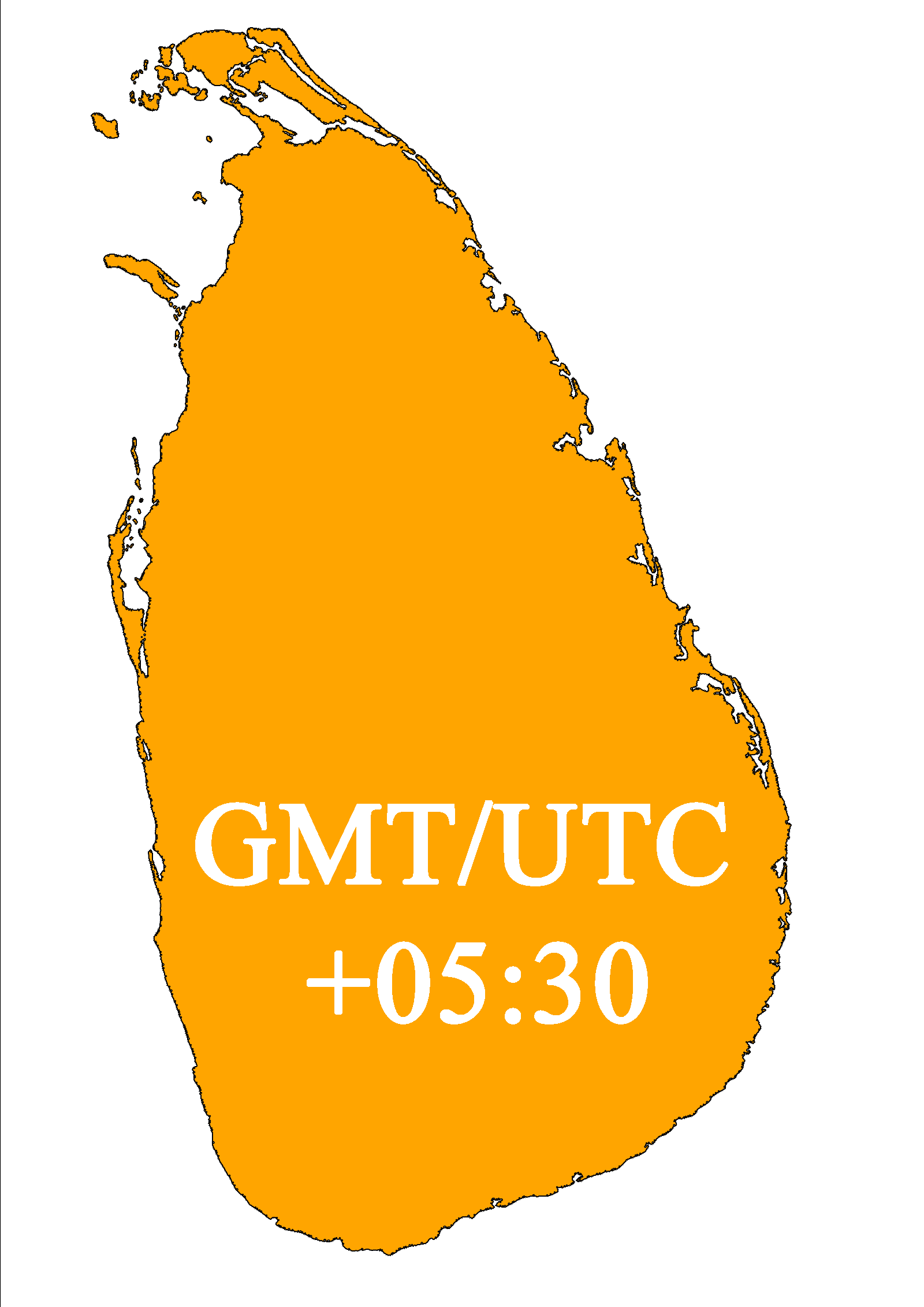
توقيت سريلانكا

يتم تمثيل التوقيت في سريلانكا منذ 15 نيسان 2006 رسمياً بالتوقيت الرسمي لسريلانكا (SLST, UTC+05:30).
كانت التعويضات التاريخية بالتوقيت العالمي المنسق:
- ت ع م+05:30
- ت ع م+06:30
- ت ع م+06:00

## التوقيت الصيفي
في التاريخ تم استخدام التوقيت الصيفي أيضاً.

## قاعدة بيانات المنطقة الزمنية
تحتوي قاعدة بيانات المنطقة الزمنية لـ IANA على منطقة واحدة لسريلانكا في علامة التبويب zone.tab, تسمى Asia/Colombo.